# Ramush Haradinaj
Ramush Haradinaj (Glođane, RFS Yugoslavia; 3 de julio de 1968)  es un político y exjefe guerrillero del Ejército de Liberación de Kosovo (UÇK), que lidera el partido político Alianza para el Futuro de Kosovo (AAK). Está considerado por diversas investigaciones como una de las personas más poderosas de la mafia en Kosovo.
Haradinaj es uno de los ex oficiales del UÇK que fueron acusados de crímenes de lesa humanidad y crímenes de guerra durante la guerra de Kosovo de 1999 por el Tribunal Penal Internacional para la ex Yugoslavia (TPIY) en La Haya, pero fue absuelto de todos los cargos el 3 de abril de 2008, tras el fallecimiento de 9 de los 10 testigos que iban a declarar contra él. Sin embargo, el 21 de julio de 2010 el TPIY revocó su absolución y decidió que volvería a ser juzgado, aunque lo absolvió de nuevo en noviembre de 2012.
Después de la guerra de Kosovo asistió a la Universidad de Pristina, donde se graduó en la Facultad de Derecho. También obtuvo una maestría en negocios en la Universidad Americana de Kosovo, asociada al Rochester Institute of Technology (RIT).
Fue Primer ministro de Kosovo entre septiembre de 2017 y febrero de 2020, cuando dimitió tras haber sido citado por el Tribunal especial para Kosovo como sospechoso de crímenes de guerra.

## Formación
Tras graduarse en la escuela secundaria, se enroló en el Ejército Popular Yugoslavo. Tras las manifestaciones de los albaneses de Kosovo de 1989 y la posterior represión ejercida contra los mismos por el gobierno federal yugoslavo, Haradinaj emigró a Suiza, donde pasó 8 años trabajando como obrero de la construcción y guardia de seguridad. En Suiza, se unió a los separatistas del Movimiento Nacional de Kosovo, en el que se originó el UÇK.

## Guerra de Kosovo
En 1998 retornó a Kosovo para integrarse en el UÇK, donde se convirtió en comandante regional. En una escaramuza con fuerzas serbias, murió su hermano Luan, que también pertenecía al grupo guerrillero. Con el recrudecimiento del conflicto, alcanza máximo protagonismo en la banda, entonces dirigida por Hashim Thaçi, cuando dirige una operación para defender su aldea de las fuerzas federales, consiguiendo repeler el ataque.
En septiembre de 1998, unos meses más tarde, se encontraron los cadáveres de 39 personas cerca de su aldea de Glodjane, algunos de ellos con evidencias de haber sido torturados. Estas víctimas eran personas de las etnias albanesa y serbia y constituyeron la base de posteriores acusaciones públicas de crímenes de guerra contra Haradinaj y su grupo.
Por esta y otras controvertidas acciones contra la población serbia de Kosovo, Haradinaj se convirtió en el oficial del UÇK con mayores posibilidades de recibir una severa condena del TPIY.

## Paso a la política
Después de la desmilitarización del ELK tras la entrada de la OTAN, a través de KFOR, en Kosovo en 1999, la organización terrorista se transformó en el Cuerpo de Protección de Kosovo, del que Haradinaj fue comandante en jefe, al mando de Agim Çeku. El 11 de abril de 2000, anunció su retirada del cuerpo e informó que se dedicaba a la política, y fundó la Alianza para el Futuro de Kosovo, pese a que muchos esperaban que entrara en el partido de Hashim Thaçi, el Partido Democrático de Kosovo. A pesar de que, tras la guerra, cursó la carrera de Derecho en la Universidad de Pristina, era considerado más un militar que un político, y no tuvo excesivo éxito. Buscó entonces posiciones más próximas al líder y Presidente del país, Ibrahim Rugova, con quien entabló una alianza, fruto de la cual ostentó el cargo de primer ministro de Kosovo entre diciembre de 2004 y marzo de 2005.

## Juicio por crímenes de guerra
Tras 100 días como primer ministro, fue acusado de crímenes de guerra por el Tribunal Penal Internacional para la ex Yugoslavia (TPIY) en La Haya. La acusación culpó a Haradinaj, como comandante del ELK, de crímenes contra la humanidad y violaciones de las leyes y costumbres de la guerra entre marzo y septiembre de 1998, perpetrados contra civiles serbios, albaneses y gitanos. Las muertes de testigos que iban a declarar contra Haradinaj llegaron a incordiar a la fiscal-jefe del tribunal, Carla del Ponte, que declaró en una entrevista: «Estoy perdiendo testigos en la causa contra Haradinaj por todos lados. Están seriamente amenazados». Al final, Haradinaj fue absuelto el 3 de abril de 2008, por falta de pruebas convincentes. 
Tras una reclamación de los fiscales, el tribunal revocó la absolución, y el 21 de julio de 2010 comunicó que Haradinaj volvería a ser juzgado, al reconocer que «erró seriamente al no tomar las medidas adecuadas para asegurar el testimonio de ciertos testigos». No obstante, el 29 de noviembre de 2012, el tribunal volvió a anunciar su absolución, de nuevo por falta de "pruebas concluyentes" en una polémica decisión que fue criticada incluso por el fiscal-jefe de la institución, Serge Brammertz.

### Muerte de testigos
El primer juicio contra Haradinaj estuvo rodeado de una gran polémica. Considerado un héroe por los albanokosovares, en Serbia se le responsabilizaba del secuestro y asesinato de 60 civiles en la región de Dukadjin, al oeste de Kosovo. De las diez personas que debían testificar contra él en La Haya, nueve murieron y una retiró su declaración tras sufrir un intento de asesinato.
Estas fueron las circunstancias que rodearon la muerte de los testigos:
- Kujtim Berisha fue atropellado por un Jeep en Montenegro.[9][12]
- Ilir Selmaj fue acuchillado durante una pelea en un bar.[13][12]
- Bekim Mustafa y Avni Elejaz fueron tiroteados.[1][12]
- Los agentes de la policía kosovar Sabaheta Tava e Isuk Haklaj fueron asesinados y aparecieron carbonizados en su coche patrulla.[12][14]
- Xhejdin Musta, Sadrik Muriçi y Vesel Muriçi, testigos protegidos, murieron víctima de atentados.[12]

Otro testigo, Ramir Murici, sobrevivió a un atentado, pero se negó a declarar en el primer juicio.

## Actividades delictivas
Según un análisis sobre la delincuencia organizada en Kosovo, elaborado por el Bundesnachrichtendienst (servicio de inteligencia alemán, BND), así como un informe confidencial contratado por el ejército alemán, la Bundeswehr, tanto Haradinaj como Hashim Thaçi y Xhavit Haliti tienen una importante participación en el crimen organizado. El BND escribe: "Los actores clave (incluyendo Haliti, Haradinaj y Thaçi) están íntimamente vinculados a las interrelaciones entre la política, los negocios y las estructuras de la delincuencia organizada en Kosovo".
Cuando comenzó su proceso en el TPIY, algunos diarios alemanes y suizos difundieron informes del servicio secreto alemán y de KFOR, según los cuales Haradinaj ostentaba el control de una de las tres zonas de influencia de la mafia, el distrito de Peć.

## Familia
Ramush Haradinaj está casado con Anita Haradinaj, presentadora de informativos de la Radio y Televisión de Kosovo.
Tuvo cinco hermanos. Dos de ellos, Luan y Shkelzen, miembros del Ejército de Liberación de Kosovo, murieron durante los combates con las fuerzas de seguridad serbias. Su hermano Daut Haradinaj cumplió una condena de cinco años en Kosovo por homicidios cometidos durante la guerra, aunque varios de los testigos que declararon contra él también fueron asesinados. Enver, su otro hermano, murió en un tiroteo en Kosovo en abril de 2005. Su hermano menor Frashër era todavía un estudiante en 2007 y trabajó para el Gobierno autónomo. 
El tío de Haradinaj, Lahi Brahimaj, que estaba acusado junto con él por crímenes de guerra ante el TPIY, fue declarado culpable de torturas y condenado a una pena de 6 años de prisión.